# (34444) 2000 SW73
2000 SW73 (asteroide 34444) é um asteroide da cintura principal. Possui uma excentricidade de 0.05267810 e uma inclinação de 6.89035º.
Este asteroide foi descoberto no dia 24 de setembro de 2000 por LINEAR em Socorro.